# Memory Island Park
Memory Island Park är en park i Kanada.   Den ligger i provinsen British Columbia, i den sydvästra delen av landet, 3 600 km väster om huvudstaden Ottawa. Memory Island Park ligger 142 meter över havet. Den ligger vid sjön Shawnigan Lake.
Terrängen runt Memory Island Park är kuperad åt sydväst, men åt nordost är den platt. Närmaste större samhälle är Shawnigan Lake, 4,2 km norr om Memory Island Park. 
I omgivningarna runt Memory Island Park växer i huvudsak blandskog. Runt Memory Island Park är det ganska glesbefolkat, med 38 invånare per kvadratkilometer.